# Manolo Millares
Manuel Millares Sall (* 17. Januar 1926 in Las Palmas de Gran Canaria; † 14. August 1972 in Madrid; auch Manolo Millares) war ein spanischer autodidaktischer Maler und Künstler.

## Leben
Als Autodidakt entwickelte Millares in den 1940er Jahren eine vom Surrealismus ausgehende figurative Malerei. 1953 verlegte er seinen Wohnsitz nach Madrid und begann, sich einer abstrakten, informellen Kunst zuzuwenden. 1957 gründete Millares zusammen mit anderen Künstlern wie Antonio Saura, Rafael Canogar und Manuel Rivera die Avantgarde-Gruppe El Paso (Der Schritt) in Madrid. Nachdem seine Werke 1957 in San Pablo gezeigt worden waren, fand seine Malerei ab 1958 eine wachsende Resonanz außerhalb Spaniens und vor allem in den USA. 1959 kommt er in Kontakt mit seinen langjährigen Galeristen Daniel Cordier, der seine Arbeiten in Paris (ab 1961) und Frankfurt (ab 1960) zeigte, während Pierre Matisse seine Bilder ab 1961 in New York präsentierte.

## Werk
Millares ist bis heute einer der bedeutendsten spanischen Maler der Gegenwartskunst nach 1945. Unter den informellen, gestisch-abstrakten Künstlern nimmt Millares aufgrund seiner kanarischen Herkunft eine Sonderstellung ein. Er interessierte sich intensiv für Anthropologie. Er wurde bekannt für seine spektakulären Assemblagen, die teils aus Leinwand, teils aus Sackleinen entstanden sind. Millares komponierte seine Bilder meist aus hölzernen Unterkonstruktionen und Leinwänden verschiedener Beschaffenheit, die er faltete, knautschte, vernähte oder so zusammenstauchte, dass reliefartige Körper, die entfernt an menschliche Formen erinnern, auf dem Bildgrund entstanden. Manche Leinwandteile ließ er unbehandelt, andere tauchte er in flüssige Farbe oder bestrich sie großzügig. Leinwände wurden oft grob zusammengenäht, um die Arbeitsspuren sichtbar zu lassen und Risse oder Hohlräume zu erzeugen. Seine körperhafte Malerei in dunklen Schwarz-, Weiß- und Rottönen konfiguriert geradezu die Oberfläche. Die von Millares verwendeten Jutestoffe, die 1953 zum ersten Mal hergestellt wurden, sind tief in der Vorgeschichte der Kanarischen Inseln verwurzelt, insbesondere bei den Ureinwohnern, der Guanchen. Sein Werk zeigt deutliche Spuren des Einflusses dieser autochthonen kanarischen Kultur, die der spanischen voranging. Die Struktur der Leder und Stoffe der kanarischen Ureinwohner ist vergleichbar mit der Beschaffenheit von Millares Bildern aus Sackleinen. Die im Totenkult einbalsamierten Leichen dieses vor-spanischen Volkes waren ihm dank der umfangreichen Ausstellungen im Museo Canario de Las Palmas bekannt.
Millares ist aufgrund seiner gestisch-abstrakten Formensprache mit der Bewegung der Informellen Kunst verbunden, bei der der Künstler in aktionistischer Manier gestaltet. Unter Einfluss Écriture automatique der Surrealisten sowie den Höhlenmalereien der Ureinwohner der Kanarischen Inseln hat Millares seine bildnerische Sprache entwickelt. Inhalt und Ausdruck seiner Malerei zeigen politische Anspielungen und stehen in einer gewissen Nähe zum Existentialismus und Surrealismus.
1970 produzierte er einen Film über sein Leben und Werk, der von seiner Frau Elvireta Escobio gedreht wurde und Gemälde zeigte, die mit Bildern von Krieg, Faschismus und trostlosen Landschaften durchsetzt waren. Sein Neffe, der Architekt und Regisseur Juan Millares Alonso, verfilmte 2005 mit dem Dokumentarfilm cuadernos de contabilidad de Manolo Millares (Manolo Millares' Buchführung) die Erinnerungen des Künstlers, welche der Künstler selbst in Buchhaltungsjournalen zu Papier brachte und 1998 veröffentlichte.

## Ausstellungen
Mit der Ausstellung I Salón Nacional de Arte No Figurativo 1956 in Valencia erfuhr Millares eine wichtige frühe Unterstützung. Sie wurde von José Luis Fernández del Amo, dem Direktor des spanischen Museums für zeitgenössische Kunst, und dem Kritiker Vicente Aguilera Cerni organisiert. Die Ausstellung im Ateneo de Madrid, einer privaten Kulturinstitution in Madrid, 1957, in der er erstmals seine Assemblagen mit Jute-Leinwänden zeigte und seiner Nominierung und Beteiligung auf der Biennale von Venedig im Jahr 1958 brachte ihm internationale Anerkennung ein. Die Galerien Pierre Matisse und Daniel Cordier schlossen 1959 Verträge mit ihm und präsentierten seine Werke ab 1960 vielfach. Er nahm an den Ausstellungen European Art Today: 35 Painters and Sculptors 1959 im Minneapolis Institute of Arts und an Before Picasso: After Miró 1960 im Solomon R. Guggenheim Museum in New York teil.
In Spanien war sein Werk seit 1964 durch die Galeriá Juana Mordó vertreten. In diesem Jahr fand eine Einzelausstellung im Museo de Arte Moderna, Rio de Janeiro statt. 1968 folgte die zweite Beteiligung an der Biennale Venedig. Eine der letzten Ausstellungen vor seinem Tod im Jahr 1972 mit über 40 Gemälden und Gouachen fand vom 24. September bis 4. November 1971 in Zusammenarbeit mit Juana Mordó in der Galerie Margarete Lauter in Mannheim statt. Die Gemälde aus Millares‘ letzten Schaffensjahren waren schließlich in seiner letzten Ausstellung zu Lebzeiten vom 23. November 1971 bis 9. Januar 1972 im Musée d’Art Moderne de la Ville de Paris zu sehen.
Postume Ausstellungen fanden in der Pierre Matisse Gallery in New York (1974), eine Retrospektive im Musée des Augustins, Toulouse, im Museo Nacional Centro de Arte Reina Sofia in Madrid (1992) und im Sen-oku Hakuko Kan Museum in Tokio (2003) statt. Das Werkverzeichnis von Alfonso de la Torre zu den Gemälden von Millares wurde 2004 von der Fundacion Azcona und dem Museo Nacional Centro de Arte Reina Sofía herausgegeben.